# Claire Trevor
Claire Trevor (8. ožujka 1910. – 8. travnja 2000.), američka filmska, kazališna, radijska i televizijska glumica, dobitnica Oscara za najbolju sporednu glumicu (1948. godine). Trevor je imala nadimak "kraljica film noira" zbog brojnih uloga "fatalne žene" u krimićima i trilerima. Također je poznata po ulozi u filmu Poštanska kočija.

## Životopis
Trevor je rođena kao Claire Wemlinger u njujorškom Brooklynu. Bila je jedino dijete francuskog imigranta Noela Wemlingera i Irkinje Betty. Počela se rano zanimati za glumu, a nakon završetka srednje škole pohađala je glumu na Američkoj akademiji dramskih umjetnosti u New Yorku. Profesionalno se bavi glumom od 1930. godine, kada je počela nastupati u kazalištu i potpisala ugovor sa studijem Warner Bros.
Na filmu je debitirala 1933. godine i nastavila snimati nekoliko filmova godišnje tijekom 1930-ih. Glumila je većinom uloge sumnjivih, "fatalnih" žena. Već za ulogu u filmu Slijepa ulica iz 1937. godine, u kojem je glumila prostitutku i gdje joj je partner bio Humphrey Bogart, Trevor je nominirana za Oscara za najbolju sporednu glumicu. Slijedila je jedna od najvećih uloga njene karijere, u filmu Poštanska kočija Johna Forda, gdje je nastupila uz nadolazeću hollywoodsku zvijezdu Johna Waynea, s kojim je kasnije snimila još tri filma.
U četrdesetim godinama je Trevor nastavila glumiti u "teškim" filmovima, a vrhunac je bio 1948. godine. Za ulogu barske pjevačice Gaye u filmu Otok Largo dobila je Oscara za najbolju sporednu glumicu. Treću nominaciju je zaradila 1954. za Zapisano na nebu, još jedan film s Johnom Wayneom.
Nastavila se pojavljivati na filmu, televiziji i u kazalištu sve do umirovljenja 1982. godine. Nakon njene smrti u travnju 2000. godine, umjetnička škola na University of California u Irvineu promijenila je, njoj u čast, ime u "The Claire Trevor School of the Arts", jer je dugo godina bila njen veliki donator i glasnogovornik.

## Vanjske poveznice
- Claire Trevor u internetskoj bazi filmova IMDb-u (engl.)